# مولا وگ
مولا وگ (انگلیسی: Molla Wagué؛ زادهٔ ۲۱ فوریهٔ ۱۹۹۱) بازیکن فوتبال اهل فرانسه است.
از باشگاه‌هایی که در آن بازی کرده‌است می‌توان به باشگاه فوتبال گرانادا، باشگاه فوتبال کان، و باشگاه فوتبال اودینزه اشاره کرد.
او همچنین در تیم‌های ملی فوتبال زیر ۱۹ سال فرانسه و مالی بازی کرده‌است.